# 弗勞茨艾倫島

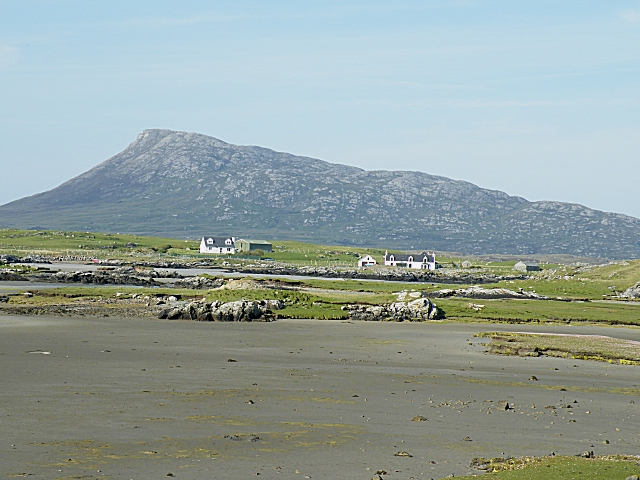

弗勞茨艾倫島是蘇格蘭的島嶼，位於本貝丘拉島以北的大西洋海域，屬於外赫布里底群島的一部分，面積0.55平方公里，最高點海拔高度11米，島上無人居住。
57°30′15″N 7°14′50″W / 57.50417°N 7.24722°W